# Quinn Dehlinger
Quinn Dehlinger (Cincinnati, 8 giugno 2002) è uno sciatore freestyle statunitense, specializzato nei salti.

## Biografia
Specializzato nei salti e attivo a livello internazionale dal febbraio 2017, Dehlinger ha debuttato in Coppa del Mondo il 17 dicembre 2016 gennaio 2019, giungendo 28º a Lake Placid e ha ottenuto il suo primo podio, nonché la sua prima vittoria, il 21 gennaio 2023, imponendosi a Le Relais. Ai Campionati Mondiali di Bakuriani 2023 ottiene i suoi primi podi iridati: oro nei salti a squadre e argento nella gara individuale, nell'edizione successiva di Engadina 2025 vince nuovamente l'oro a squadre e l'argento individuale.
In carriera non ha mai preso parte a rassegne olimpiche.

## Palmarès

### Mondiali
- 4 medaglie:
  - 2 ori (salti a squadre a Bakuriani 2023; salti a squadre a Engadina 2025)
  - 2 argenti (salti a Bakuriani 2023; salti a Engadina 2025)

### Mondiali juniores
- 1 medaglia:
  - 1 argento (salti a Chiesa in Valmalenco 2022)

### Coppa del Mondo
- Miglior piazzamento nella Coppa del Mondo di salti: 6º nel 2024
- 2 podi:
  - 2 vittorie

#### Coppa del Mondo - vittorie
| Data            | Luogo       | Paese       | Disciplina |
| --------------- | ----------- | ----------- | ---------- |
| 21 gennaio 2023 | Le Relais   | Canada      | AE         |
| 7 febbraio 2025 | Deer Valley | Stati Uniti | AE         |

Legenda:

AE = Salti